# New Jersey Titans
New Jersey Titans alternativt New Jersey Junior Titans är ett amerikanskt juniorishockeylag som spelar i North American Hockey League (NAHL) sedan 2015, de grundades dock 2005 i Traverse City i Michigan som Traverse City North Stars. 2012 flyttades laget till Sault Ste. Marie och blev Soo Eagles. De spelar sina hemmamatcher i inomhusarenan Middletown Ice World Arena, som har en publikkapacitet på 1 500 åskådare vid ishockeyarrangemang, i Middletown Township i New Jersey. Titans har fortfarande inte vunnit någon Robertson Cup, som delas ut till det lag som vinner NAHL:s slutspel.
De har ännu inte fostrat någon nämnvärd spelare.